# Allocosa pallideflava
Allocosa pallideflava is een spinnensoort uit de familie van de wolfspinnen (Lycosidae).
De wetenschappelijke naam van de soort werd in 1936 als Lycosa pallide-flava gepubliceerd door Reginald Frederick Lawrence.